# Andrew Libano
Andrew Jackson Libano, Jr.  (Ruston (Louisiana), 19 januari 1903 - New Orleans, 22 juni 1935) was een Amerikaans zeiler.
Tijdens de Olympische Zomerspelen 1932 in eigen land, won Libano samen met Gilbert Gray de gouden medaille in de star.
Libano overleed aan de gevolgen van een Streptokokkeninfectie.

## Olympische Zomerspelen
| Jaar | Plaats      | Resultaten |
| ---- | ----------- | ---------- |
| 1932 | Los Angeles | star       |